# 红房子西菜馆
红房子西菜馆（Red House Restaurant）原名罗威饭店、喜乐意（CHEZ LOUIS）, 1935年创始于霞飞路，是上海历史最悠久的法式西餐馆之一，上海海派西餐的代表餐厅，现属新亚富丽华旗下。

## 历史

### 早年发展
创业时店名叫“罗威饭店”（CHEZ LOUIS），由意大利犹太人路易·罗威(Louis Rovere)在1935年开设于霞飞路（现淮海中路），是上海滩最老的法式西菜馆之一。1941年，太平洋战争爆发，日军进入法租界，老板因犹太人原因而被关入集中营。1945年，日本投降，路易·罗威获释后重操旧业，买下亚尔培路（现陕西南路）37号，经营西菜，取名“喜乐意”（CHEZ LOUIS）。

### 现在情况
1950年代初，外国人相继离开中国，上海人刘瑞甫以2000元盘下餐厅，出任资方代理人，继续经营西菜。因店外墙漆上红色，人们便称之为“红房子”。在京剧大师梅兰芳提议下，在1956年公私合营重新注册登记后，正式定名为“红房子西菜馆”。文化大革命开始后，西餐被当作“资产阶级的生活方式”而遭到取缔，店铺改名成“红旗饭店”做食堂中餐；1972年因国际局势的变化和尼克松访华而得到恢复其西餐供应和原来的店名“红房子西菜馆。”1994年因原址店改扩建，西菜馆搬至淮海中路845号至今。